# Nederland (Colorado)
Nederland è un centro abitato (town) degli Stati Uniti d'America, situato nella contea di Boulder dello Stato del Colorado. Nel censimento del 2000 la popolazione era di 1.337 abitanti.

## Geografia fisica
Secondo i rilevamenti dell'United States Census Bureau, Nederland si estende su una superficie di 4,1 km².